# Moon Woo-jin
Dans ce nom coréen, le nom de famille, Moon, précède le nom personnel.
Pour les articles homonymes, voir Moon.
Moon Woo-jin (hangeul : 문우진 ; RR : Mun Ujin ; MR : Mun Ujin) est un acteur sud-coréen, né le 19 février 2009 à Incheon (Gyeonggi).

## Biographie

### Jeunesse et formations
Moon Woo-jin naît le 19 février 2009 à Incheon, dans la province de Gyeonggi.
Suivant la recommandation de ses entourages, il est mannequin en 2014.

### Carrière
Moon Woo-jin commence sa carrière, à sept ans, en 2016, à la télévision, dans une publicité pour Jeju Air, puis apparaît dans la série télévisée The Person Who Gives Happiness sur la chaîne MBC.
En 2017, il est choisi pour incarner la jeunesse de Jang Min-jae (interprété par Kim Ji-hoon) dans la série dramatique Bad Thief, Good Thief (2017).
Après des apparitions dans les séries Live Up to Your Name (2017), Oh, the Mysterious (2018) et Come and Hug Me (2018), il incarne la jeunesse de Lee Yeong-joon (interprété par Park Seo-joon), l'enfant enlevé, dans la série What's Wrong with Secretary Kim (TVN, 2018) : il devient un visage familier devant les téléspectateurs.
À la mi-mars 2019, il devient membre de T-One Entertainment,. En septembre, il est aux côtés de Lee Seung-gi pour le rôle de Cha Hoon, neveu de ce dernier (Cha Dal-geon), dans la série thriller Vagabond.
En 2020, il joue Kim Ji-hoon, fils de Song Ga-hee (interprétée par Oh Yoon-ah) dans la série dramatique familiale Once Again (한 번 다녀왔습니다), pour lequel il remporte, fin décembre, le prix du meilleur jeune acteur à la cérémonie des KBS Drama Awards :

« C'est la première fois que je reçois une telle récompense en trois ans de carrière. Je suis vraiment reconnaissant pour cette belle récompense. Si je l'ai reçu, c'est grâce à l'équipe de théâtre. Je suis sincèrement reconnaissant envers tout le personnel. Je suis toujours reconnaissant envers mon agence et ma famille. »

— Moon Woo-jin
En 2020, il a fait une forte impression dans la jeunesse de Moon Gang-tae (interprété par Kim Soo-hyun) pour la série dramatique It's Okay to Not Be Okay et dans celui de Dong-hwan pour le film d'horreur Peninsula de Yeon Sang-ho.
À la mi-avril 2021, il est choisi pour dépeindre l'enfance du personnage principal, le juge, Kang Yo-han (interprété par Ji Sung), de la série dramatique The Devil Judge, et, début novembre, il est engagé pour la jeunesse de Gong Ki-joon (interprété par Kim Yo-han) dans la série romantique School 2021 (2021)
Il incarne un étudiant pour le film catastrophe Piège en altitude (2024) de Kim Sung-han, inspiré d'un fait réel sur le détournement du vol F27 de Korean Air en janvier 1971, aux côtés de l'actrice Jeong Ye-jin qui y lui propose du chocolat avant de monter à bord de l'avion.
À la mi-février 2024, il rejoint Song Hye-kyo, Jeon Yeo-been et Lee Jin-wook pour interpréter un garçon possédé par un esprit maléfique dans le film d'horreur Dark Nuns (2025) de Kwon Hyeok-jae, la suite de The Priests (2015).

« Moon Woo-jin est un acteur brillant. J'étais à la fois enthousiaste et impressionné par son jeu d'acteur. (…) La scène finale était plus qu'impressionnante. C'était incroyable. »

— Kwon Hyeok-jae, réalisateur de Dark Nuns, à propos du tournage.
En mai 2024, il apparaît dans le rôle de Han Jeon-woo, pour qui Bok In-a (interprétée par Park So-yi) est envahie de sentiments amoureux, dans la série fantastique Une famille atypique (2024).
À la mi-janvier 2025, il apparaît dans deux épisodes de la série policière Unmasked, où il tue à plusieurs reprises des chats avec « méchanceté remarquable ». Début mars, il incarne Gwan-sik, sous les traits d'un jeune adolescent, dans la série dramatique La vie portera ses fruits.

## Filmographie sélective

### Longs métrages
- 2020 : Peninsula (반도) de Yeon Sang-ho : Dong-hwan (premier film)
- 2024 : Piège en altitude (하이재킹) de Kim Sung-han : Lee Han-bong
- 2025 : Dark Nuns (검은 수녀들) de Kwon Hyeok-jae : Hee-joon

### Court métrage
- 2022 : MoonParkJiHo (문박지호) de Kim Dong-min : Ji-ho

### Séries télévisées

#### Années 2010
- 2016 : The Person Who Gives Happiness (행복을 주는 사람) : Lee Yeong-joon (première série, 3 épisodes)
- 2017 : Suspicious Partner (수상한 파트너) : Ji Eun-hyeok, jeune
- 2017 : Bad Thief, Good Thief (도둑놈, 도둑님) : Jang Min-jae, jeune
- 2017 : Live Up to Your Name (명불허전) : Heo Im, jeune
- 2017 : Man in the Kitchen (밥상 차리는 남자) : Lee So-won, jeune
- 2018 : What's Wrong with Secretary Kim (김비서가 왜 그럴까) : Lee Yeong-joon, jeune
- 2018 : Beauty Inside (뷰티 인사이드) : Han Se-gye
- 2018 : My ID Is Gangnam Beauty (내 아이디는 강남미인) : Do Kyeong-seok, jeune
- 2019-2023 : Arthdal Chronicles (아스달 연대기) : Ta Gon, jeune
- 2019 : Vagabond (배가본드) : Cha Hoon (3 épisodes)

#### Années 2020
- 2020 : The King: Eternal Monarch (더 킹: 영원의 군주) : Kang Shin-jae, jeune
- 2020 : It's Okay to Not Be Okay (사이코지만 괜찮아) : Moon Gang-tae, jeune
- 2020 : Alice (앨리스) : Park Jin-gyeom, jeune (2 épisodes)
- 2021 : The Devil Judge (악마판사) : Kang Yo-han, jeune
- 2021 : School 2021 (학교 2021) : Gong Ki-joon, jeune
- 2023 : La Diva naufragée (무인도의 디바) : Jeong Ki-ho
- 2024 : Une famille atypique (히어로는 아닙니다만) : Han Joon-woo
- 2024 : Dear Hyeri (나의 해리에게) : Jeong Hyeon-oh
- 2025 : Unmasked (트리거) : Son Joon-yeong (2 épisodes)
- 2025 : My Dearest Nemesis (그놈은 흑염룡) : Ban Joo-yeon
- 2025 : La vie portera ses fruits (폭싹 속았수다) : Gwan-sik, adolescent

## Distinctions

### Récompense
- KBS Drama Awards 2020 : meilleur jeune acteur pour le rôle de Kim Ji-hoon dans la série Once Again[8]

### Nomination
- SBS Drama Awards 2019 : meilleur jeune acteur pour le rôle de Cha-hoon dans la série Vagabond